# Medina (spel)
Medina is een bordspel voor 3 of 4 spelers. Het spel is bedacht door Stefan Dorra en werd in 2001 uitgegeven door Hans im Glück en 999 Games. Het spel was genomineerd voor de Nederlandse Spellenprijs, de Deutscher Spiele Preis en de Jeu de l'année.

## Spel
Het spelbord bestaat uit een raster van 16 bij 11 vakken, die de stad Medina representeren. Aan de randen moet de 'stadsmuur' gebouwd worden en de vier hoeken zijn gelabeld met de nummers 1 tot en met 4. In een spel met vier spelers, ontvangt elke speler 5 gebouw-stenen in een van de vier kleuren, 3 stal-stenen, 6 inwoner-stenen, 8 stadsmuur-stenen en 4 koepel-stenen. Alleen de koepel-stenen zijn in de kleur van de speler.
Bij elke beurt plaatst elke speler twee stenen op het spelbord. Doel van het spel is punten te verzamelen door de grootste gebouwen in een kleur in het bezit te hebben, inwoners in een rij langs de eigen gebouwen te hebben staan en gebouwen langs de stadsmuur te hebben. Er kunnen alleen punten verdiend worden aan het einde van het spel. Spelers zijn verplicht te spelen als ze een geldige zet kunnen doen en het spel eindigt als geen enkele speler meer een toegestane actie kan ondernemen. De speler met de meeste punten heeft gewonnen.